# Hudiksvalls Nyheter
Hudiksvalls Nyheter var namnet på en dagstidning som utgavs i Hudiksvall åren 1900-1961. Tidningen hade grundats för att ersätta den samma år nedlagda Hudiksvalls Allehanda, chefredaktör blev Erik Böhmer. Erik Böhmer förblev tidningens chefredaktör till 1911.
Den politiska tendensen angavs som frisinnad 1906-1934 och därefter som folkpartistisk. Upplagan låg vanligen mellan 5 000 och 6 000 exemplar. Efter en kort period 1961 som edition till Sundsvalls Tidning lades tidningen definitivt ned vid årsskiftet 1961/62.

### Webblänkar
- Nya Lundstedt, Kungliga bibliotekets databas över dagstidningar